# Zschauke
Die Zschauke (auch Zschaukegraben und Zschaukebach) im Dresdner Süden ist neben dem Nöthnitzbach ein bedeutender rechter Zufluss des Kaitzbachs.
Die Quelle des Bachs befindet sich am nordöstlichen Rand des Bannewitzer Ortsteils Boderitz. Von dort fließt die Zschauke einen knappen Kilometer durch einen von landwirtschaftlichen Flächen gesäumten Waldgürtel in nordöstlicher Richtung. Auf rund 650 Metern davon markiert der Bachlauf die Gemarkungsgrenzen von Boderitz (westlich) und Bannewitz (östlich) sowie anschließend auf rund 200 Metern die Grenze zwischen dem Dresdner Stadtteil Kaitz (westlich) und Bannewitz, somit auch die Dresdner Stadtgrenze. Zum Vergleich: Die gesamte Länge der Stadtgrenze der sächsischen Landeshauptstadt beträgt 139,65 km. Wenige Meter nach dem vollständigen Eintritt ins Stadtgebiet überquert die 142 Meter lange Zschauketalbrücke im Verlauf der Bundesautobahn 17 den Bachlauf und führt zur südöstlichen, direkt außerhalb der Stadtgrenze auf Bannewitzer Flur gelegenen Autobahnanschlussstelle Dresden-Südvorstadt (3). Die Zschauke unterquert anschließend die als Autobahnzubringer fungierende Bundesstraße 170 (Innsbrucker Straße). Der weitere Bachlauf führt rund 150 Meter durch ein Waldgebiet, das östlich in landwirtschaftliche Flächen übergeht, bis die Ortslage Kaitz erreicht wird. Dort tritt die Zschauke in ihren finalen, verrohrten Abschnitt ein. Am Abzweig Possendorfer/Boderitzer Straße führt der etwa 250 Meter lange Zschauke Abschlagsgraben nach Norden entlang der Possendorfer Straße zum Kaitzbach, während die Zschauke östlich entlang der Boderitzer Straße und ab der folgenden Kreuzung nördlich entlang der Bannewitzer Straße zum Kaitzbach geführt wird, in den die Zschauke nördlich der Straßenkreuzung am Mittelsteg einmündet.:S. 6 Nach weiteren rund acht Kilometern mündet der Kaitzbach in der Dresdner Altstadt in die Elbe.
In ihren offenen Gewässerabschnitten ist die Zschauke weitgehend naturnah, zudem wurde ihr Verlauf in den letzten Jahrhunderten nicht verändert.:S. 6 Der Oberlauf des Kaitzbachs sowie die Zschauke und der Nöthnitzbach liegen in Hanglage und sind zum Teil von konventioneller Landwirtschaft umgeben, sodass bei Starkregenereignissen Bodenabträge von mehreren 100 Tonnen pro Hektar möglich sind, die durch das entstehende Hochwasser in Form von Schlamm auf Verkehrswegen und angrenzenden Grundstücken abgelagert sowie beim Kaitzbach bis in den Großen Garten transportiert werden können. Das Einzugsgebiet der Zschauke war am 2. Mai 1996 von einem etwa einstündigen Starkregen betroffen, der 40 mm (= 40 Liter/m²) brachte. Infolgedessen wurden die verrohrten Durchlässe verstopft und die Grundstücke der Possendorfer und der Boderitzer Straße überflutet.:S. 19 ff. Im Rahmen des Hochwasserschutzes wurde 1997/1998 das Hochwasserrückhaltebecken Zschauke mit 4050 m³ in Kaitz wiederhergestellt, zudem wurden drei kleinere Regenrückhaltebecken in Boderitz geschaffen (1997, 1998, 2007). Ein knapp 3000 m³ fassendes Regenrückhaltebecken wurde 2003 im Zuge des Baus der Autobahn 17 nahe der Anschlussstelle Dresden-Südvorstadt errichtet.:S. 13 Während des Elbhochwassers im Juni 2013, das etwas geringer ausfiel als die Jahrhundertflut im August 2002, waren mehrfach fallende Pegel am eingestauten Hochwasserrückhaltebecken Zschauke sichtbar. Ein zwei Wochen später folgendes Starkregenereignis führte allerdings zu Schäden am Becken.